# 朱應轂
朱應轂（1550年—？），字德載，號槐石，忠義後衛軍籍，直隸大名府濬縣人，明朝政治人物。

## 生平
萬曆四年（1576年）丙子科順天鄉試第五十五名舉人，五年（1577年）中式丁丑科會試第二百五十名，三甲第四十四名進士。授山东东阿县知县，十一年八月选授貴州道監察御史，谏幸山陵。十四年九月復除山東道，十八年（1590年）復除雲南道，论边将冒功匿败。卒于官。曾與給事中任應徵、福建僉事李琯交章彈劾名將李成梁。

## 家族
曾祖朱榮；祖父朱鑑，贈承德郎戶部主事；父朱天俸，山西按察司副使。母洪氏（封安人）。具慶下。弟朱應輔。子朱舜年。